# Walter Thorun
Walter Thorun (* 11. Dezember 1921 in Dortmund; † 12. März 2010 in Hamburg) war ein deutscher Sozialarbeiter.

## Leben und Wirken
Der Sohn eines Bergmannes absolvierte nach Abschluss der Volksschule eine Dreherlehre. Nach einem Arbeitsunfall ließ er sich zum Industriekaufmann ausbilden. Mit 18 Jahren trat er in die NSDAP ein und wurde 1941 zum HJ-Oberscharführer befördert. Von 1941 bis 1943 leitete er ein NSV-Erholungsheim für werktätige Jugendliche. Er holte die Realschulreife nach und ließ sich in einem einjährigen Sonderlehrgang zum Volkspfleger und nach 1945 zum Sozialarbeiter ausbilden, die staatliche Anerkennung erhielt er 1950.
Nach der Zeit des Nationalsozialismus war Walter Thorun, der im Juni 1947 von der zuständigen Entnazifizierungskammer das für die weitere berufliche Tätigkeit erforderliche politische Entlastungs-Zeugnis erhielt, maßgebend an der Neugestaltung von Jugendpflege und Jugendfürsorge in der Bundesrepublik beteiligt. Er war Jugendpfleger in Kassel, um dort, unterstützt und gefördert durch die Aktion "German Youth Activities", die regionale Jugendarbeit aufzubauen, ferner Geschäftsführer des Kurhessischen Jugendringes und Sekretär der Mittelstelle des Deutschen Jugendringes. 1953 wurde Thorun  zum Bundesinnenministerium nach Bonn abgeordnet. Seine tatsächliche Heimat fand er in Hamburg. Dort war er persönlicher Referent des Senators für Jugend und Soziales, Leiter der Aus- und Fortbildung, Referent für Öffentlichkeitsarbeit und Pressesprecher der Jugendbehörde Hamburg. Zusätzlich unterrichtete er Jugendhilfe/Jugendrecht an mehreren sozialpädagogischen Ausbildungsstätten Hamburgs. Schließlich kam noch in den 1970er Jahren ein zwei Jahre währender Lehrauftrag der Universität Hamburg, Fachbereich Erziehungswissenschaft, hinzu. 1982 ging er in den Ruhestand.
Thorun engagierte sich in vielen Berufs- und Fachverbänden so im Deutschen Verein für öffentliche und private Fürsorge, Pestalozzi-Fröbel-Verband, in der Gilde Soziale Arbeit sowie der Patriotischen Gesellschaft von 1765.

## Schriften
- Öffentlichkeitsarbeit in der Jugend- und Sozialhilfe. Ein Grundriß für Ausbildung und Praxis, Berlin 1970
- Ausbildungsanspruch der Sozialarbeiter/Sozialpädagogen, in: Sozialpädagogische Blätter 1976, S. 93 ff.
- Ein 'Zuhaus' für Pflegekinder, in: Sozialpädagogische Blätter 1978, S. 184 ff.
- Vor 50 Jahren – Helmut Hübener, ein Jugendschicksal im Dritten Reich: in: Unsere Jugend 1992, S. 340–342.
- Kindheit und Jugend zwischen Kohle und Stahl, Bochum 1996
- 125 Jahre Sozialpädagogischer Fachverband, Hamburg 1998
- Jugendhilfe im Verteidigungskampf, in: Sozialmagazin 1998/H. 11, S. 40 ff.
- Reformprojekt Soziale Arbeit – 75 Jahre Gilde Soziale Arbeit, Münster 2000
- Deutsche Sozialpädagogen. Sie schrieben auch Gedichte, Hamburg 2001
- Jugendhilfe und Sozialarbeit im lebensgeschichtlichen Rückblick, Hamburg 2006